# Klaus Vieweg (Philosoph)

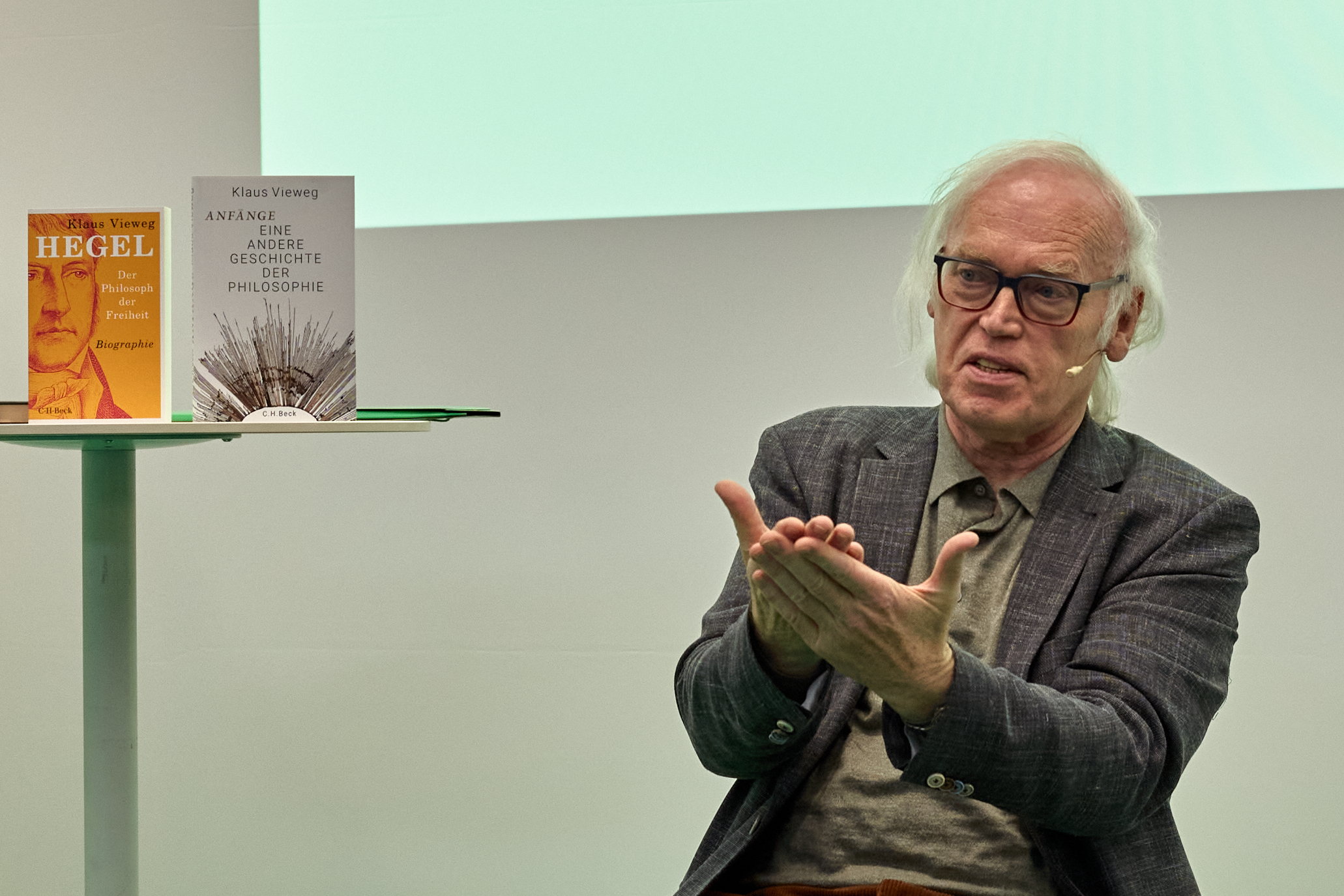
Klaus Vieweg auf der Leipziger Buchmesse (2024)

Klaus Vieweg (* 2. August 1953 in Steinach) ist ein deutscher Philosoph, international bekannter Hegel-Forscher und Biograf von Hegel. An der Friedrich-Schiller-Universität Jena ist er Professor für Philosophie i. R.

## Forschung
Klaus Vieweg studierte in den 1970er Jahren Philosophie an der Friedrich-Schiller-Universität in Jena und der Humboldt-Universität in Ost-Berlin. Seine Spezialgebiete sind deutscher Idealismus, Geschichte und Theorie des Skeptizismus und Grundfragen einer Philosophie der Freiheit. Im Zentrum seiner Forschungen steht der Versuch, die Aktualität der Philosophie Hegels als eines Denkens der Freiheit aufzuzeigen. Als Hauptbeiträge hierzu gelten die Beiträge zu Hegels Strategie der Inklusion der Kerngedanken der philosophischen Skepsis als ‚freier‘ Seite der Philosophie, eine Gesamtinterpretation von Hegels wirkungsmächtigstem Werk, den Grundlinien der Philosophie des Rechts, sowie eine neue Hegel-Biographie. Aktuell arbeitet er an Grundlinien für eine neue Geschichte der Philosophie.
Klaus Viewegs Forschungs- und Lehraufenthalte führten ihn mehrfach an die University of Washington in Seattle, die Universitäten Tübingen, Heidelberg und Erlangen, das Hegel-Archiv der Ruhr-Universität Bochum (Hegel-Archiv), die Karls-Universität Prag, die Universität Pisa, die Universitäten Siena und Turin, die Universität Wien, die Monash University in Melbourne sowie nach Mexiko-Stadt, Medellín, Neapel, Tokio, Kyoto, Rom sowie an die Fudan University und die East China University in Shanghai. Mehrfach hielt er sich in Chile auf und lehrte 2022 als Johann-Gottfried-Herder Professor an der Päpstlichen Katholischen Universität von Valparaíso (PUCV, 2022). und an der Päpstlich Katholischen Universität de Chile.
Eine Reihe von Büchern Viewegs wurden in mehrere Sprachen übersetzt, darunter neben Englisch, Italienisch, Spanisch und Chinesisch auch Koreanisch und Portugiesisch.
Im Jahr 2022 gelang Vieweg ein Jahrhundertfund, als er in der Diözesanbibliothek des Erzbistums München und Freising Mitschriften von bisher unbekannten Hegel-Vorlesungen entdeckte, die seit beinahe 200 Jahren dort lagerten. Sie stammen aus dem Nachlass des Theologen Friedrich Windischmann und sind von der Forschung nie genauer untersucht worden. Vieweg war einem Hinweis des Bonner Historikers Willi Ferdinand Becker nachgegangen, der 1988 in einem Aufsatz auf den noch unerschlossenen Nachlass Windischmanns hingewiesen hatte. Vieweg sah sich das Material im Sommer 2022 an und erkannte seine volle Bedeutung. Die Edition der Skripte kann neue Perspektiven für die Hegel-Forschung eröffnen.

## Veröffentlichungen

### Als Autor
- Hegel: The Philosopher of Freedom. Stanford UP 2023, ISBN 978-1-5036-3057-4
- Anfänge – Eine andere Geschichte der Philosophie. München 2023, ISBN 978-3-406-80654-4
- Hegel: Der Philosoph der Freiheit (Taschenbuchausgabe), München 2023, ISBN 978-3-406-78363-0
- Anfänge. Eine andere Geschichte der Philosophie. Verlag C.H. Beck, München 2023, ISBN 978-3-406-80654-4.
- Hegel: Der Philosoph der Freiheit. Verlag C.H. Beck, München 2020, 3. Auflage, ISBN 978-3-406-74235-4.
- Wozu braucht Gott ein Raumschiff? Die Philosophie in Star Trek. Graff 2016, ISBN 978-3-86425-865-7.
- The Idealism of Freedom – For a Hegelian Turn in Philosophy. Boston/Leiden 2020, ISBN 978-90-04-42926-0
- Das Denken der Freiheit – Hegels Grundlinien der Philosophie des Rechts. Verlag Wilhelm Fink, München 2012, ISBN 978-3-7705-5304-4.
- Genius loci – Philosophische An-Sichten großer Denker und Wort und Bild. Lambert Schneider, Darmstadt 2013, ISBN 978-3-650-40010-9.
- Skepsis und Freiheit. Verlag Wilhelm Fink München, München 2007, ISBN 978-3-7705-4471-4.
- Philosophie des Remis. Der junge Hegel und das „Gespenst des Skepticismus“. München 1999, ISBN 3-7705-3437-9.
- Hegels Philosophie der Kunst (chinesisch), Peking 2018
- O Pensamento da Liberdade (portugiesisch), Sao Paulo 2019
- Was ist die Freiheit? Hegels Rechtsphilosophie und die Moderne (koreanisch), Seoul 2019
- La logica della libertá. Pisa 2017, ISBN 978-88-467-4610-8
- Giuoco piano. Hegels italienische Partie. Acht unveröffentlichte Briefe, Mailand 2017, ISBN 978-88-94801-01-9
- To beam or not to beam? Die Literatur in Star Trek. Ludwigsburg 2020, ISBN 978-3-96658-405-0

### Herausgeberschaften (Auswahl)
- Rechtsphilosophie nach Hegel. 200 Jahre Grundlinien der Philosophie des Rechts. Hg.: Ino Augsberg, Mansoor Koshan, Jörg Philipp Terhechte, Klaus Vieweg, München 2023
- Der Wille zur Macht. „Werk“ – Wesen – Wirkungen (Jahrbuch Nietzscheforschung Bd. 30) Hg. Johannes Bräuer, Enrico Müller, Klaus Vieweg, Berlin 2023
- 200 Jahre Hegels Grundlinien der Philosophie des Rechts (Hg.: Klaus Vieweg, Benno Zabel, Eberhard Eichenhofer, Stepahn Kirste, Michael Pawlik, Hans-Christoph Schmidt am Busch), Berlin 2021, ISBN 978-3-428-18302-9
- mit Folko Zander: Logik und Moderne. Hegels Wissenschaft der Logik als Paradigma moderner Subjektivität. Boston/Leiden 2021.
- Kant und der Deutsche Idealismus – Handbuch, Darmstadt 2021, ISBN 978-3-534-27353-9
- ·mit Michael N. Forster und Johannes Korngiebel: Idealismus und Romantik in Jena, München 2018
- Friedrich Schlegel und Friedrich Nietzsche. Transzendentalpoesie oder Dichtkunst mit Begriffen (Schlegel Jahrbuch), Paderborn 2008, ISBN 3-506-76493-4
- mit Michael Neil Forster: Idealismus und Romantik. Figuren und Konzepte zwischen 1794 und 1807. Verlag Wilhelm Fink, München 2018, ISBN 978-3-7705-6296-1
- mit Anton Koch, Friedrike Schick und Claudia Wirsing: Hegel. 200 Jahre Wissenschaft der Logik, Hamburg 2014, ISBN 978-3-7873-2526-9.
- G. W. F. Hegel. Die Philosophie der Geschichte. München 2004, ISBN 978-3-7705-4058-7
- mit Brady Bowman: Wissen und Begründung. Die Skeptizismus-Debatte um 1800 im Kontext neuzeitlicher Wissenskonzeptionen. Würzburg 2003, ISBN 3-8260-2696-9.
- mit Brady Bowman: K. F. E. Kirsten, Grundzüge des neuesten Skepticismus in der theoretischen Philosophie zum Gebrauche für Vorlesungen (1802) (Neuedition). Verlag Wilhelm Fink, München 2003, ISBN 3-7705-4095-6.
- Gegen das ‚unphilosophische Unwesen‘. Das Kritische Journal der Philosophie von Schelling und Hegel. Würzburg 2002, ISBN 3-8260-2430-3.
- mit Wolfgang Welsch: Das Interesse des Denkens – Hegel aus heutiger Sicht. München 2004, ISBN 978-3-7705-3927-7
- mit Wolfgang Welsch: Hegels Phänomenologie des Geistes, Frankfurt a. M. 2008, ISBN 978-3-518-29476-5
- Hegels Jenaer Naturphilosophie. München 1998, ISBN 3-7705-3251-1.

### Literarisches Werk
- (unter dem Pseudonym Edgar Allan Wolfe) Mr. Spock und der malerische Doppelmord zu Königsleben. Verlag Wilhelm Fink, München 2013, ISBN 978-3-7705-5409-6.
- Klaus Vieweg „Mr. Spock und der malerische Doppelmord in Jena“ (Neuausgabe) Jena 2022, ISBN 978-3-948259-08-2